# Lachesilla nita
Lachesilla nita är en insektsart som beskrevs av Sommerman 1946. Lachesilla nita ingår i släktet Lachesilla och familjen kviststövsländor. Inga underarter finns listade i Catalogue of Life.